# Arbeit für Gera
Die Wählervereinigung Arbeit für Gera e.V. (AfG) war eine unabhängige Wählergruppe, die von 1999 bis 2018 existierte und im Stadtrat der kreisfreien Stadt Gera vertreten war.

## Geschichte
Arbeit für Gera wurde 1999 gegründet und ging aus dem „Arbeitskreis Wirtschaft“ hervor. Bei der ersten Wahlteilnahme an den Stadtratswahlen vom 12. Juni 1999 wurden auf Anhieb 9,9 % der Stimmen und damit fünf Stadtratsmandate erreicht. Bei den Stadtratswahlen 2004 und 2009 erzielte die Vereinigung zweistellige Ergebnisse; 2004 war sie im Stadtrat sogar die drittstärkste Kraft vor der SPD. Zur Wahl 2014 bildete der Verein eine gemeinsame Liste mit den Freien Wählern Gera, dennoch musste die Wählergruppe Verluste und die Halbierung ihrer Stadtratssitze von sechs auf drei hinnehmen. Zum 1. Februar 2016 schlossen sich die Abgeordneten der AfG der neuen Stadtratsfraktion „Liberale Allianz“ an. Am 25. Juli 2018 beschlossen die zu diesem Zeitpunkt 24 Mitglieder einstimmig die Auflösung der Wählervereinigung.
| Wahl           | Stimmen | Ergebnis | Sitze |
| -------------- | ------- | -------- | ----- |
| 1999           | 12.166  | 9,9 %    | 5     |
| 2004           | 15.914  | 15,8 %   | 8     |
| 2009           | 13.805  | 12,1 %   | 6     |
| 2014 (AfG/FWG) | 08.175  | 8,0 %    | 3     |

## Programm
Das Programm der Wählervereinigung war mittelständisch orientiert. Unter anderem forderte sie eine bessere Wirtschaftsförderung und Erleichterungen für die Ansiedlung von Investoren sowie eine effizientere und transparente Verwaltung. Kommunale Aufgaben sollten auf private Träger übertragen werden, wenn dadurch eine Kostenersparnis erreicht werden kann.